# 오삼계

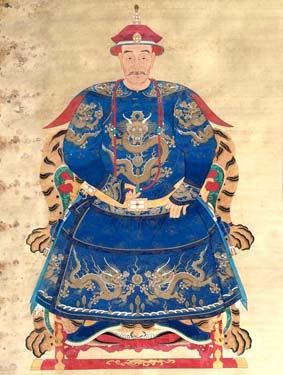
오삼계

오삼계(吳三桂, 1612년 ~ 1678년)는 명말청초 장수이다. 자는 월소(月所)와 장백(長白)이며, 명 말기에 청에 투항하여 청군에 협력한 공으로 번왕에 봉해졌다. 강희제가 번을 폐하려고 하자 광동의 상지신, 복건의 경정충 등과 함께 거병, 반란을 일으켰다.(삼번의 난)

## 생애
본래 집안은 강소성(江蘇省) 고우(高郵)에 적을 뒀지만, 부친이 요동성에서 근무하여 요동으로 이적하였다. 이후 오삼계는 1612년 요동에서 태어났다. 부친의 공적으로 무장에 등용된 뒤 출세를 거듭하여 1641년에 제독으로 요서(遼西) 영원(寧遠)(랴오닝성 흥성시)에서 명군을 지휘하여 청군을 방어하는 임무를 수행하던 오삼계는 청이 건국되었을 때 산해관(山海關)을 수비하는 임무를 맡았다. 1644년 농민군을 이끌고 명을 멸망시킨 순나라(大順)의 이자성(李自成)이 북경을 점령할 때 홍타이지(皇太極)의 동생 도르곤(多爾袞)에게 투항하였다. 그 후, 청군은 오삼계를 길잡이로 하여 관내로 들어왔다.

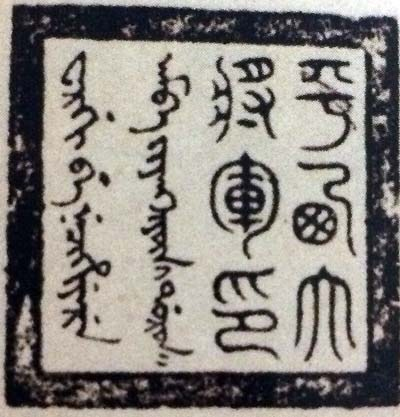
일반 평서대장군인 (「平西大將軍印」,)

1653년 효장태후(孝莊太后)의 주선으로 홍타이지의 막내딸 화석건녕공주(和碩建寧公主)와 오삼계의 아들 오응웅이 혼인하였다. 오응웅은 부마의 신분으로 조정에 진출하였으나, 실은 조정이 오삼계를 견제하기 위한 인질이었다.
후에 번왕(藩王)인 평서왕(平西王)으로 봉해지고 운남(雲南)을 관리해서 운남은 한족 오삼계가 다스리는 독자성을 띤 지방 정권이 된다.

### 반란
청나라 제4대 황제 성조(聖祖) 강희제(康熙帝)가 삼번 폐지 정책을 실시하자 운남에서 명을 재건국한다는 명분을 세워 군사를 이끌고 반란을 일으켰다. 평남왕 상지신(平南王 尙之信)과 정남왕 경정충(靖南王 耿精忠)이 오삼계의 반란에 호응하는데 역사에서는 이를 삼번의 난이라고 칭한다. 강력한 군사를 이끌고 섬서성과 하남성과 감숙성을 휩쓸었으며 곧이어 청 조정을 얕잡아 보고서 수도인 북경으로 진군하다가 멈추었다. 청 조정에 숨돌릴 틈을 준 사이, 조정은 한족 출신 장군을 등용하여 반격하기 시작하였고 수차 패배했다.
한편 형식상 부마이자 인질이었던 오응웅(吳應熊)과 그 아들 오세림은 납란명주(納蘭明珠)의 건의로 하옥되었다가 1675년에 강희제는 오응웅과 아들 오세림을 교수형시켰다.

## 최후
1678년 강희 17년에 삼번의 맹주 오삼계는 황제를 참칭하고 국호를 주(周), 연호를 소무(昭武)라 정하였으나 당년 8월에 죽으니 향년 67세였다. 이로 말미암아, 오삼계군세는 크게 약화했고 1681년 강희 20년에 오삼계의 손자이자 오씨의 주의 두 번째 황제인 오세번이 곤명(昆明)에서 자살하여 8년에 걸친 삼번의 난은 종결됐다.
구이저우성으로 피신한 다른 아들 오응기(吳應麒)는 후손을 이어갔다 한다. 구이저우 성의 마가새촌에는 그의 후손들이 현전하고 있다.

## 같이 보기
- 삼번의 난
- 진원원